# 신동호 (1965년)
신동호(申東昊, 1965년 1월 10일 ~ )는 대한민국의 정치인이다.

## 학력
- 대구삼영초등학교 졸업
- 대건중학교 졸업
- 대건고등학교 졸업
- 경희대학교 영어영문학과 학사(1992년 - 85학번)

## 경력
- 1992년 ~ 2020년 : MBC 아나운서
- MBC 아나운서국 아나운서1부 부장
- 2008년 12월 : 환경부 기후변화대응 홍보대사
- 2013년 2월 ~ 2017년 12월 11일 : MBC 아나운서국장
- 2018년 5월 28일 ~ 2019년 5월 : MBC 정직 6개월 처분 → 2018년 8월 28일부터 정직 6개월 연장, 정직 1년 처분
- 2020년 3월 : 미래한국당 당무위원
- 2020년 3월 : 미래한국당 탈당
- 2020년 3월 ~ 2020년 9월 : 미래통합당 당무위원
- 2020년 3월 ~ 2020년 4월 : 미래통합당 4·15총선 중앙선거대책위원회 선대위대변인
- 2020년 9월 ~ 2023년 10월 : 국민의힘 당무위원
- 공영언론 미래비전 100년 위원회 공동대표
- 제59회 대종상 영화제 홍보대사
- 2023년 10월 ~ 2025년 3월 : EBS 이사
- 2023 사업연도 경영평가단 위원

## 방송 활동

### MBC
- 《찾아라! 맛있는 TV》(2006년 5월 13일 ~ 2007년 3월 3일)
- 《와! e 멋진세상》
- 《생방송 아주 특별한 아침》
- 《100분 토론》(2012년 2월 28일 ~ 2013년 8월 13일)
- 《MBC 뉴스데스크》(주말앵커 : 2012년 10월 13일 ~ 2013년 6월 23일)
- 《생방송 오늘아침》(2006년 5월 1일 ~ 2012년 10월 5일)
- 《제24회 MBC 창작동요제》(2006년)
- 《'95 MBC 대학가요제》(1995년)
- 《'97 MBC 강변가요제》(1997년)
- 《고향은 지금》
- 《MBC 뉴스와이드》(1993년 10월 18일 ~ 1994년 4월 8일)
- 《MBC 뉴스 24》(1995년 9월 4일 ~ 1996년 3월 1일)
- 《MBC 뉴스라인》(1996년 1월 16일 ~ 1996년 10월 18일)
- 《MBC 뉴스센터 (1800)》(1996년 10월 21일 ~ 1997년 2월 28일)
- 《FM 모닝쇼》
- 《MBC 저녁종합뉴스》
- 《신동호의 시선집중》(2013년 7월 8일 ~ 2017년 9월 4일)
- 《시사토크 이슈를 말한다》

## 수상 경력
- 2001년 한국방송대상 아나운서상
- 2006년 MBC 연기대상 TV 진행자 부문 특별상

## 논란
- MBC 아나운서국의 8월 성명에 따르면 저성과자라는 이유로 마이크를 잡지 못하게 하고, 다른 부서로 발령시키는 등 동료, 후배 아나운서들의 정치적 발언을 막기 위해 의도적으로 탄압한 것이 아니냐라는 의혹을 받았다.[1]
- 2017년 10월 16일에는 문화방송 노조에 소속된 아나운서들이 부당노동행위를 하였고, 구성원들을 대상으로 한 사찰을 진행하여 신동호를 고소한다는 성명을 냈다.[2]